# Jadranski dnevnik
Jadranski dnevnik je bio hrvatski dnevnik iz Splita. Izašle su prvi put 21. ožujka 1934., a prestale su izlaziti 13. prosinca 1938. godine. Uređivao ih je Franjo Pavešić.
Izlazile su svakodnevno.